# State of the Union
State of the Union (br: Sua Esposa e o Mundo) é um filme norte-americano de 1948 dirigido por Frank Capra.

## Sinopse
Tracy vive Grant Matthews, um magnata que decide concorrer à indicação do Partido Republicano para a Casa Branca. Antes de dar o pontapé inicial na campanha, porém, ele reata o casamento com a esposa Mary, interpretada por Hepburn. Mary aceita acompanhar o marido na corrida eleitoral mesmo sabendo que ele mantém um caso com a jornalista Kay (Angela Lansbury). Mas a mulher começa a questionar essa decisão quando percebe que o marido negligencia seus valores e crenças para conseguir mais votos.

## Elenco principal
- Spencer Tracy      ...  Grant Matthews
- Katharine Hepburn  ...  Mary Matthews (as Katherine Hepburn)
- Van Johnson        ...  'Spike' McManus
- Angela Lansbury    ...  Kay Thorndyke
- Adolphe Menjou     ...  Jim Conover (as Adolph Menjou)
- Rhea Mitchell ... Jenny (não-creditada)
- Franklyn Farnum ... Homem no Congresso (não-creditado)